# Lotus Eclat
La Eclat è un'autovettura prodotta dalla Lotus Cars tra il 1975 ed il 1982.

## Il contesto
Constatato il successo inferiore alle aspettative della coraggiosa hatchback Elite, Colin Chapman, patron della Casa, creò la Eclat, ovvero una versione con una più convenzionale coda fastback della Elite stessa.
Identiche nella meccanica, negli interni e nella parte anteriore della carrozzeria, le 2 coupé si distinguevano nettamente nel posteriore.
Come nella tradizione del marchio, il telaio era a trave centrale, le sospensioni a 4 ruote indipendenti con quadrilateri deformabili, i freni a disco su tutte le ruote e la carrozzeria in vetroresina.
A spingere la nuova coupé 2+2 Lotus ci pensava il noto 4 cilindri in linea bialbero 16 valvole di 1973cm³, montato in posizione anteriore longitudinale e alimentato con 2 carburatori Dell'Orto.
I 155 cv erogati dal motore erano trasmessi alle ruote posteriori da un cambio manuale Ford a 5 rapporti (ma alcune Eclat montarono anche un 4 marce d'origine Ford Capri).
Insolitamente, visti gli atout della Casa (più attenta al contenimento dei pesi e alla sportività pura che al comfort), la Eclat era spaziosa (soprattutto davanti) e ben rifinita (agli "spettacolari" interni aveva contribuito Giorgetto Giugiaro).
Oltre ad un costante miglioramento delle dotazioni (nel corso degli anni comparvero l'aria condizionata ed il servosterzo), la Eclat subì un restyling nel 1980, che originò la versione S2.
Oltre a lievi ritocchi estetici ed agli interni, la S2 presentava importanti novità tecniche, come il motore di cilindrata maggiorata a 2174 cm³ (160cv) ed il nuovo cambio manuale a 5 marce Getrag.
La produzione cessò nel 1982, quando venne lanciata la Excel.
In tutto sono state prodotte 1.522 Eclat (1.299 con motore 2 litri e 223 con motore 2.2 litri).